# Карл Георг Хайнрих фон Золмс-Зоненвалде
Карл Георг Хайнрих фон Золмс-Зоненвалде (на немски: Carl Georg Heinrich Graf zu Solms-Sonnenwalde; * 28 април 1728 в Поух; † 21 юли 1796 в Куртвиц, Полша) е граф на Золмс-Зоненвалде, Вернсдорф, Халтауф и Келе.
Той е големият син на граф Ото Вилхелм фон Золмс-Зоненвалде (1701 – 1737), камерхер в Курфюрство Саксония, и съпругата му Доротея Сабина фон Арним (1707 – 1738), дъщеря на пруския министер Георг Дитлоф фон Арним-Бойценбург (1679 – 1753). По-малкият му брат Виктор Фридрих (1730 – 1783) е граф на Золмс, Алт-Поух, пруски дипломат.
Карл Георг Хайнрих фон Золмс-Зоненвалде умира на 21 юли 1796 г. в Куртвиц и е погребан в Жакшьонау.

## Фамилия
Карл Георг Хайнрих фон Золмс-Зоненвалде се жени на 12 ноември 1760 г. за Йохана Улрика фон Мюнстерберг и Мюнхенау (* 2 май 1730; † 12 септември 1797). Те имат един син:
- Карл Улрих Детлев Кристиан Бенямин фон Золмс-Зоненвалде-Рьоза (* 15 октомври 1761 във Вернсдорф; † 25 декември 1835 в Рьоза), женен на 4 ноември 1788 г. в Гроткау (Гродков) за Йохана Шарлота фон Притвиц-Гафрон (* 10/18 февруари 1766 в Охлау; † 29 април 1842, погребана в Рьоза).